# Roger Bismut
Pour les articles homonymes, voir Bismut.
Roger Raphaël Bismut, né à Sousse le 7 septembre 1918 et mort à Paris le 23 février 2001, est un universitaire français, spécialiste de Maupassant et traducteur de Camões.

## Biographie
Engagé dans les Français libres en 1943, il passe l'agrégation de lettres en 1946. Il soutient en 1970 une thèse sur la lyrique de Luís de Camões, publiée l'année suivante aux Presses universitaires de France.